# Quercus engelmannii
Quercus engelmannii là một loài thực vật có hoa trong họ Cử. Loài này được Greene miêu tả khoa học đầu tiên năm 1889.

## Hình ảnh

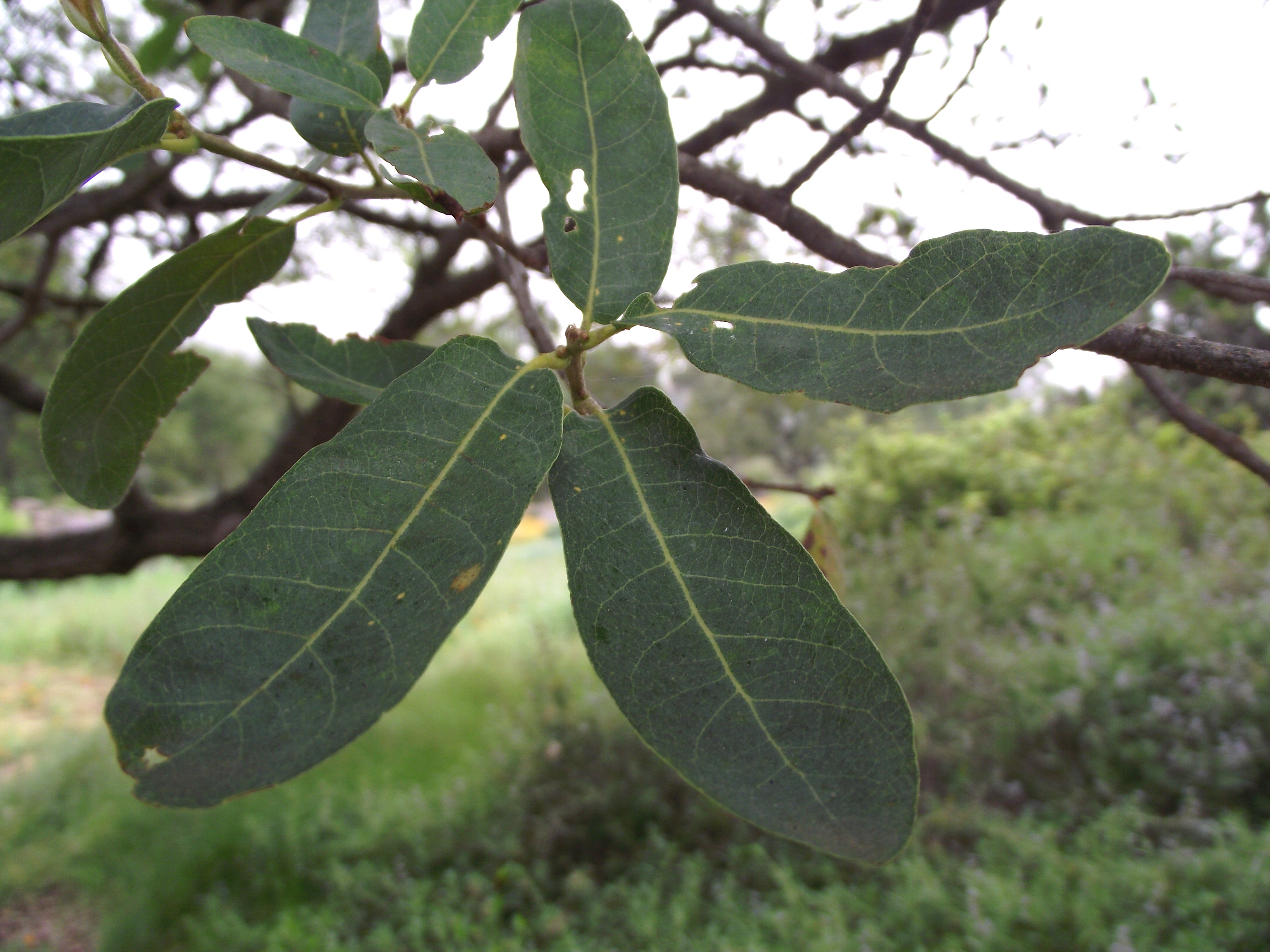
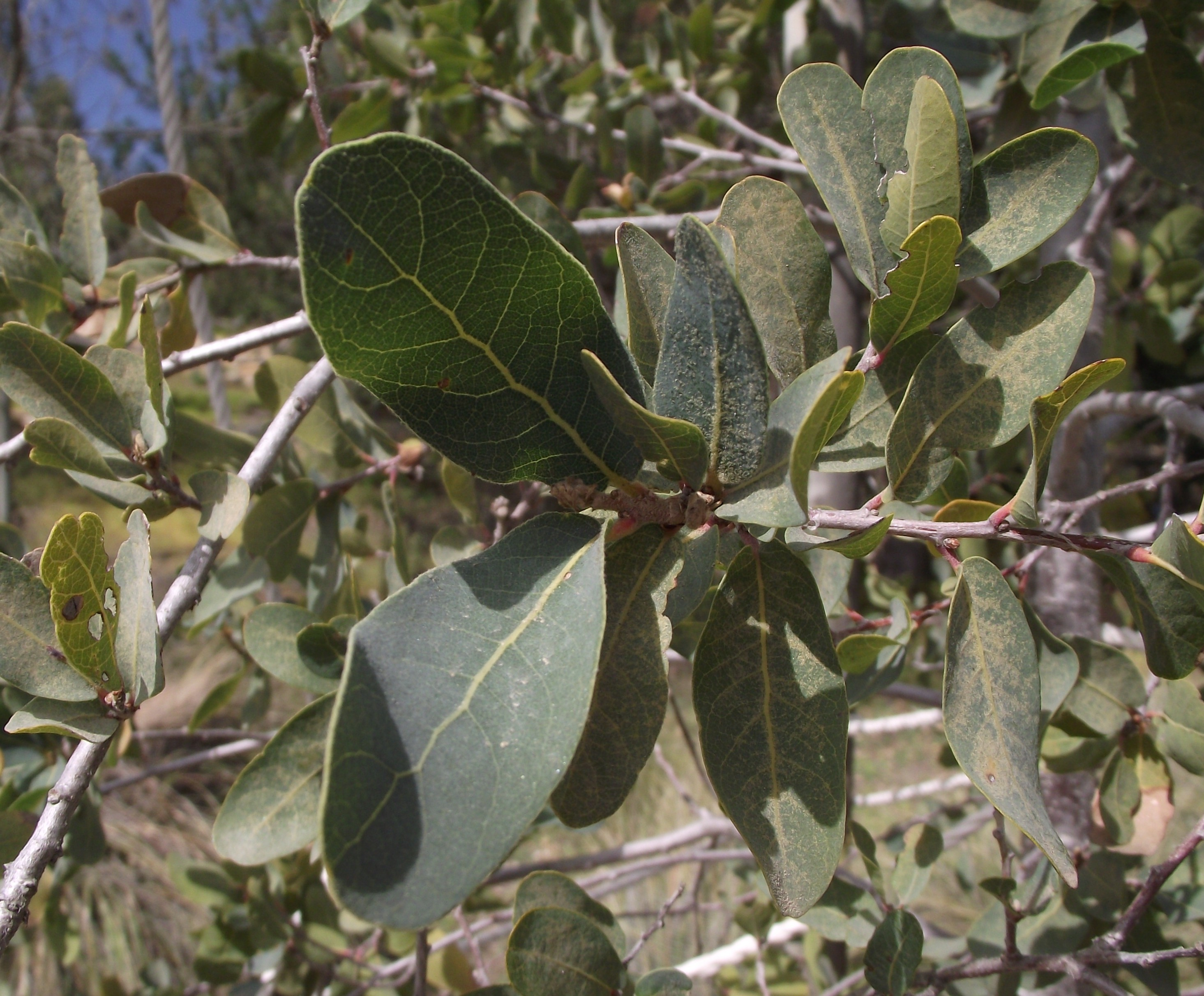
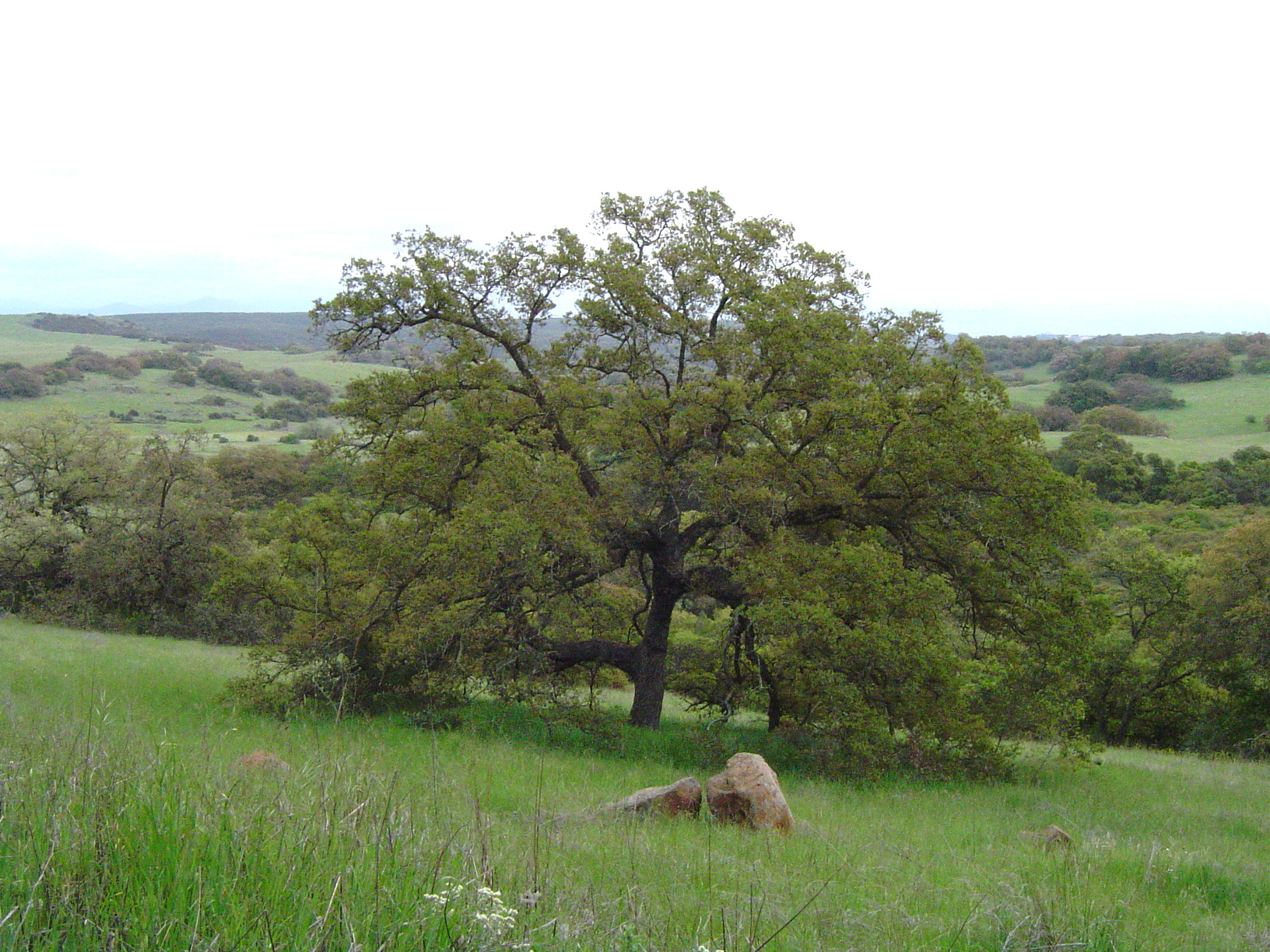